# Гелхардт, Джо
Джозеф Пол Гелхардт (англ. Joseph Paul Gelhardt; родился 4 мая 2002), более известный как Джо Гелхардт (англ. Joe Gelhardt) — английский футболист, нападающий клуба «Лидс Юнайтед», выступающий на правах аренды в «Халл Сити».

## Клубная карьера
Уроженец Ливерпуля, Джо является воспитанником футбольной академии клуба «Уиган Атлетик». 14 августа 2018 года дебютировал в основном составе «Уигана» в матче Кубка Английской футбольной лиги против «Ротерем Юнайтед». 24 августа 2018 года подписал с клубом свой первый профессиональный контракт. 14 сентября 2019 года забил свой первый гол за клуб в матче Чемпионшипа против «Халл Сити». В сезоне 2019/20 Джо провёл за команду 18 матчей в Чемпионшипе, но по итогам сезона «Уиган Атлетик» выбыл в Лигу 1. Летом 2020 года появилась информация об интересе к молодому нападающему со стороны «Лидс Юнайтед».
10 августа 2020 года Джо Гелхардт перешёл в «Лидс Юнайтед», подписав с клубом четырёхлетний контракт. Сезон 2020/21 провёл в резервной команде «Лидса». 21 сентября 2021 года дебютировал в основном составе «Лидс Юнайтед», выйдя на замену Матеушу Клиху в матче Кубка Английской футбольной лиги против «Фулхэма». 16 октября 2021 года дебютировал в Премьер-лиге, выйдя на замену в игре против «Саутгемптона». 11 декабря 2021 года, в проигранной на последних секундах выездной игре с «Челси» (2:3), Гелхардт забил свой первый гол в составе «белых».
27 января 2023 года был отдан в аренду клубу из Чемпионшипа «Сандерленду» до конца сезона 2022/23. Свой первый гол за клуб в чемпионате забил 21 февраля 2023 года в ворота «Ротерем Юнайтед» (1:2).
15 января 2025 года вновь отправился в аренду в клуб из второй по силе лиги Англии, пополнив состав «Халл Сити» до конца сезона 2024/25. Дебютировал за «тигров» 18 января 2025 года, выйдя на замену на 63-й минуте вместо Мейсона Берстоу в игре с «Миллуоллом» (1:0). Первый гол забил 21 января в ворота «Куинз Парк Рейнджерс» (1:2).

## Карьера в сборной
Выступал за сборные Англии до 16, до 17 и до 18 лет. В сентябре 2018, выступая на Кубке Сиренки в составе сборной Англии (до 17), Гелхардт оформил дубль в ворота Норвегии, а также, выйдя со скамейки запасных, поразил ворота Бельгии в финале турнира, который англичане по итогу выиграли 6:2. В мае 2019 года в составе той же сборной Англии сыграл на чемпионате Европы до 17 лет.
6 сентября 2021 года дебютировал за сборную Англии до 20 лет в матче против сверстников из Румынии, отметившись двумя забитыми мячами.